# Ontginningsdorp
Een ontginningsdorp is een nederzettingsvorm, die aan het eind van de 19e of het begin van de 20e eeuw is ontstaan na de georganiseerde ontginning van woeste gronden als heide, bos en beeklanden. Bij dorpen ontstaan na de afgraving en ontginning van veengebieden spreekt men niet van een ontginningsdorp, maar van een veenkolonie. Dorpen of gehuchten die in de 19e eeuw of eerder ontstaan zijn door het vaak illegaal, maar in ieder geval niet van bovenaf georganiseerd, in gebruik nemen van woeste grond door armen, heten keuternederzettingen of heidorpen.
Ontginningsdorpen komen verspreid door Nederland voor, maar zijn vooral geconcentreerd in gebieden waar veel woeste gronden zijn ontgonnen, zoals in Drenthe, Groningen, Noord-Brabant en Limburg. De ontginning ging vaak gepaard met de aanleg van een weg, waterweg of spoorweg, waardoor veel ontginningsdorpen langs dergelijke verkeersaders zijn te vinden en hun naam er ook verband mee houdt. In Noord-Brabant en Limburg werd de kern van het ontginningsdorp gevormd door de rooms-katholieke kerk en school. Anders dan in de oude katholieke dorpen was er in de ontginningsdorpen geen afzonderlijke jongens- en meisjesschool.

## Lijst van ontginningsdorpen

### Groningen
- Wildervank (langs het Ooster- en Westerdiep)
- Stadskanaal (langs het Stadskanaal)

### Drenthe
- Dieverbrug (langs de Drentsche Hoofdvaart, bij Diever)
- Geesbrug (langs de Verlengde Hoogeveense Vaart)
- Lheebroek (langs de Dwingelerstroom, bij Dwingeloo)
- Schoonoord (langs het Oranjekanaal)

### Noord-Brabant
De Peel:
- Elsendorp (gemeente Gemert-Bakel)
- Haghorst (gemeente Hilvarenbeek)
- Helenaveen (gemeente Deurne)
- Landhorst (gemeente Land van Cuijk)
- Mariahout (gemeente Laarbeek)
- Odiliapeel (gemeente Uden)
- Rips (gemeente Gemert-Bakel)
- Someren-Heide (gemeente Someren)
- Stevensbeek (gemeente Land van Cuijk)
- Venhorst (gemeente Boekel (Noord-Brabant))
- Westerbeek (gemeente Land van Cuijk)
- Wilbertoord (gemeente Land van Cuijk)
- Willemsveen (gemeente Asten, gepland, maar niet uitgegroeid tot dorp)

Kempen-Broek:
- Budel-Dorplein (gemeente Cranendonck)

### Limburg
De Peel:
- Evertsoord (gemeente Horst aan de Maas)
- Grashoek (gemeente Helden)
- Griendtsveen (gemeente Horst aan de Maas)
- Ospeldijk (gemeente Nederweert)
- Vredepeel (gemeente Venray)
- Ysselsteyn (gemeente Venray)

Kempen-Broek:
- Altweerterheide (gemeente Weert)